# Zoersel
Zoersel – miejscowość i gmina (gemeente) w Belgii, w Regionie Flamandzkim, w prowincji Antwerpia, w okręgu Antwerpia. 1 stycznia 2024 roku zamieszkana przez 22 557 osób.

## Demografia
| Rok                | 1806  | 1856  | 1900  | 1930  | 1970  | 1990   | 2020   | 2024   |
| ------------------ | ----- | ----- | ----- | ----- | ----- | ------ | ------ | ------ |
| Liczba mieszkańców | 1.195 | 1.716 | 1.876 | 2.768 | 9.691 | 17.662 | 22.065 | 22.557 |

## Podział administracyjny
W skład gminy wchodzi jedna dzielnica (deelgemeente):
- Halle

## Współpraca
- Bohicon, Benin
- Crucea, Rumunia
- Gräfenhainichen, Niemcy
- Laubach, Niemcy
- Lora del Río, Hiszpania